# Hyphoraia rishiriensis
Hyphoraia rishiriensis là một loài bướm đêm thuộc phân họ Arctiinae, họ Erebidae.